# ATP Challenger Tour 2011
In der folgenden Tabelle werden die Turniere der professionellen Herrentennis-Saison 2011 der ATP Challenger Tour dargestellt. Sie bestand aus 17 Turnieren der Tretorn SERIE+, 131 regulären Turnieren und einem Challenger Tour Final mit einem Preisgeld zwischen 35.000 und 220.000 US-Dollar. Es war die 35. Ausgabe des Challenger-Turnierzyklus und die dritte unter dem Namen ATP Challenger Tour.

## Turnierplan

### Januar
| Datum1 | Ort         | Turnier                              | Preisgeld2   | Belag3        | Sieger Einzel                                       | Sieger Doppel                                       |
| ------ | ----------- | ------------------------------------ | ------------ | ------------- | --------------------------------------------------- | --------------------------------------------------- |
| 03.01. | São Paulo   | Aberto de São Paulo                  | $ 100.000 +H | Hartplatz     | Ricardo Mello                                       | Franco Ferreiro André Sá                            |
| 03.01. | Nouméa      | Internationaux de Nouvelle-Calédonie | $ 075.000 +H | Hartplatz     | Vincent Millot                                      | Dominik Meffert Frederik Nielsen                    |
| 24.01. | Heilbronn   | Heilbronn Open                       | € 085.000 +H | Hartplatz (i) | Bastian Knittel                                     | Jamie Delgado Jonathan Marray                       |
| 24.01. | Singapur    | Singapore ATP Challenger             | $ 050.000 +H | Hartplatz     | Dmitri Tursunow                                     | Scott Lipsky David Martin                           |
| 24.01. | Honolulu    | Honolulu Challenger                  | $ 050.000    | Hartplatz     | Ryan Harrison                                       | Ryan Harrison Travis Rettenmaier                    |
| 24.01. | Bucaramanga | Seguros Bolívar Open Bucaramanga     | $ 035.000 +H | Sand          | Éric Prodon                                         | Juan Sebastián Cabal Robert Farah                   |
| 24.01. | La Réunion  | Open de La Réunion                   | € 030.000 +H | Hartplatz     | Turnierabbruch wegen starken Regens und Überflutung | Turnierabbruch wegen starken Regens und Überflutung |
| 31.01. | Kasan       | Kazan Kremlin Cup                    | $ 075.000 +H | Hartplatz (i) | Marius Copil                                        | Yves Allegro Andreas Beck                           |
| 31.01. | Burnie      | McDonald’s Burnie International      | $ 050.000    | Hartplatz     | Flavio Cipolla                                      | Philip Bester Peter Polansky                        |
| 31.01. | Courmayeur  | Valle d’Aosta Open                   | € 030.000 +H | Hartplatz (i) | Nicolas Mahut                                       | Marc Gicquel Nicolas Mahut                          |

### Februar
| Datum  | Ort                 | Turnier                           | Preisgeld    | Belag         | Sieger Einzel     | Sieger Doppel                          |
| ------ | ------------------- | --------------------------------- | ------------ | ------------- | ----------------- | -------------------------------------- |
| 07.02. | Bergamo             | Internazionali Trismoka           | € 042.500 +H | Hartplatz (i) | Andreas Seppi     | Frederik Nielsen Ken Skupski           |
| 07.02. | Caloundra           | Caloundra International           | $ 050.000    | Hartplatz     | Grega Žemlja      | Matthew Ebden Sam Groth                |
| 07.02. | Quimper             | Open EuroEnergie de Quimper       | € 030.000 +H | Hartplatz (i) | David Guez        | Jamie Cerretani Adil Shamasdin         |
| 14.02. | Meknès              | Morocco Tennis Tour Meknès        | € 030.000 +H | Sand          | Jaroslav Pospíšil | Treat Huey Simone Vagnozzi             |
| 21.02. | Casablanca          | Morocco Tennis Tour Casablanca    | € 030.000 +H | Sand          | Jewgeni Donskoi   | Guillermo Alcaide Adrián Menéndez      |
| 21.02. | Wolfsburg           | Volkswagen Challenger             | € 030.000 +H | Teppich (i)   | Ruben Bemelmans   | Matthias Bachinger Simon Stadler       |
| 28.02. | Cherbourg-Octeville | Challenger DCNS de Cherbourg      | € 042.500 +H | Hartplatz (i) | Grigor Dimitrow   | Pierre-Hugues Herbert Nicolas Renavand |
| 28.02. | Dallas              | Yp Challenger of Dallas           | $ 050.000    | Hartplatz (i) | Alex Bogomolow    | Scott Lipsky Rajeev Ram                |
| 28.02. | Salinas             | Challenger Salinas Diario Expreso | $ 035.000 +H | Sand          | Andrés Molteni    | Facundo Bagnis Federico Delbonis       |

### März
| Datum  | Ort               | Turnier                               | Preisgeld    | Belag         | Sieger Einzel         | Sieger Doppel                       |
| ------ | ----------------- | ------------------------------------- | ------------ | ------------- | --------------------- | ----------------------------------- |
| 07.03. | Kyōto             | All Japan Indoor Tennis Championships | $ 035.000 +H | Teppich (i)   | Dominik Meffert       | Dominik Meffert Simon Stadler       |
| 07.03. | Santiago de Chile | Cachantún Cup                         | $ 035.000 +H | Sand          | Máximo González       | Máximo González Horacio Zeballos    |
| 07.03. | Sarajevo          | BH Telecom Indoors                    | € 030.000 +H | Hartplatz (i) | Amer Delić            | Jamie Delgado Jonathan Marray       |
| 14.03. | Le Gosier         | Orange Open Guadeloupe                | $ 100.000 +H | Hartplatz     | Olivier Rochus        | Riccardo Ghedin Stéphane Robert     |
| 14.03. | Rabat             | Morocco Tennis Tour Rabat             | € 042.500 +H | Sand          | Ivo Minář             | Alessio di Mauro Simone Vagnozzi    |
| 14.03. | San José          | Seguros Bolívar Open San José         | $ 050.000 +H | Hartplatz     | Giovanni Lapentti     | Juan Sebastián Cabal Robert Farah   |
| 14.03. | Guangzhou         | ATP Challenger Guangzhou              | $ 035.000 +H | Hartplatz     | Uladsimir Ihnazik     | Michail Jelgin Alexander Kudrjawzew |
| 14.03. | Rimouski          | Men’s Rimouski Challenger             | $ 035.000 +H | Hartplatz (i) | Fritz Wolmarans       | Treat Huey Vasek Pospisil           |
| 21.03. | Marrakesch        | Morocco Tennis Tour Marrakesch        | € 042.500 +H | Sand          | Rui Machado           | Peter Luczak Alessandro Motti       |
| 21.03. | Bath              | AEGON GB Pro-Series Bath              | € 042.500    | Hartplatz (i) | Dmitri Tursunow       | Jamie Delgado Jonathan Marray       |
| 21.03. | Caltanissetta     | Città di Caltanissetta                | € 030.000 +H | Sand          | Andreas Haider-Maurer | Daniele Bracciali Simone Vagnozzi   |
| 21.03. | Pingguo           | Green World ATP Challenger            | $ 035.000 +H | Hartplatz     | Gō Soeda              | Michail Jelgin Alexander Kudrjawzew |
| 28.03. | Barletta          | Trofeo Dimiccoli & Boraccino          | € 042.500 +H | Sand          | Aljaž Bedene          | Lukáš Rosol Igor Zelenay            |
| 28.03. | Barranquilla      | Seguros Bolívar Open Barranquilla     | $ 035.000 +H | Sand          | Facundo Bagnis        | Flavio Cipolla Paolo Lorenzi        |
| 28.03. | Saint-Brieuc      | Open Prévadiès Saint–Brieuc           | € 030.000 +H | Sand (i)      | Maxime Teixeira       | Tomasz Bednarek Andreas Siljeström  |

### April
| Datum  | Ort          | Turnier                           | Preisgeld    | Belag     | Sieger Einzel      | Sieger Doppel                      |
| ------ | ------------ | --------------------------------- | ------------ | --------- | ------------------ | ---------------------------------- |
| 04.04. | Pereira      | Seguros Bolívar Open Pereira      | $ 050.000 +H | Sand      | Paolo Lorenzi      | Marcel Felder Carlos Salamanca     |
| 04.04. | Monza        | Internazionali di Monza e Brianza | € 030.000 +H | Sand      | Julian Reister     | Johan Brunström Frederik Nielsen   |
| 04.04. | Recife       | Pernambuco Brasil Open Series     | $ 035.000 +H | Hartplatz | Tatsuma Itō        | Giovanni Lapentti Fernando Romboli |
| 11.04. | Johannesburg | Soweto Open                       | $ 100.000 +H | Hartplatz | Izak van der Merwe | Michael Kohlmann Alexander Peya    |
| 11.04. | Athen        | Status Athens Open                | € 085.000 +H | Hartplatz | Matthias Bachinger | Colin Fleming Scott Lipsky         |
| 11.04. | Tallahassee  | Tallahassee Tennis Challenger     | $ 050.000    | Hartplatz | Donald Young       | Vasek Pospisil Bobby Reynolds      |
| 11.04. | Blumenau     | Aberto Santa Catarina de Tênis    | $ 035.000 +H | Sand      | José Acasuso       | Franco Ferreiro André Sá           |
| 11.04. | Rom          | Rai Open                          | € 030.000 +H | Sand      | Thomas Schoorel    | Martin Kližan Alessandro Motti     |
| 18.04. | Neapel       | Tennis Napoli Cup                 | € 030.000 +H | Sand      | Thomas Schoorel    | Travis Rettenmaier Simon Stadler   |
| 18.04. | Santos       | Santos Brasil Tennis Open         | $ 035.000 +H | Sand      | João Souza         | Franco Ferreiro André Sá           |
| 25.04. | Sarasota     | Sarasota Open                     | $ 075.000    | Sand      | James Blake        | Ashley Fisher Stephen Huss         |
| 25.04. | Ostrava      | Prosperita Open                   | € 042.500    | Sand      | Stéphane Robert    | Olivier Charroin Stéphane Robert   |
| 25.04. | León         | Torneo Internacional León         | $ 035.000 +H | Hartplatz | Bobby Reynolds     | Rajeev Ram Bobby Reynolds          |

### Mai
| Datum  | Ort         | Turnier                       | Preisgeld    | Belag     | Sieger Einzel       | Sieger Doppel                                 |
| ------ | ----------- | ----------------------------- | ------------ | --------- | ------------------- | --------------------------------------------- |
| 02.05. | Prag        | Strabag Prague Open           | € 085.000    | Sand      | Lukáš Rosol         | František Čermák Lukáš Rosol                  |
| 02.05. | Savannah    | Savannah Challenger           | $ 050.000    | Sand      | Wayne Odesnik       | Rik De Voest Izak van der Merwe               |
| 02.05. | Rom         | Roma Open                     | € 030.000 +H | Sand      | Simone Bolelli      | Juan Sebastián Cabal Robert Farah             |
| 09.05. | Bordeaux    | BNP Paribas Primrose Bordeaux | € 085.000 +H | Sand      | Marc Gicquel        | Jamie Delgado Jonathan Marray                 |
| 09.05. | Busan       | Busan Open Challenger Tennis  | $ 075.000 +H | Hartplatz | Dudi Sela           | Im Kyu-tae Danai Udomchoke                    |
| 09.05. | Zagreb      | Pliva Zagreb Open             | $ 050.000    | Sand      | Diego Junqueira     | Rubén Ramírez Hidalgo Daniel Muñoz de la Nava |
| 16.05. | Cremona     | Trofeo Paolo Corazzi          | € 030.000 +H | Hartplatz | Igor Kunizyn        | Treat Huey Purav Raja                         |
| 16.05. | Fargʻona    | Fergana Challenger            | $ 035.000 +H | Hartplatz | Dudi Sela           | John Paul Fruttero Raven Klaasen              |
| 23.05. | Alessandria | Alessandria Challenger        | € 030.000 +H | Sand      | Pablo Carreño Busta | Martin Fischer Philipp Oswald                 |
| 30.05. | Prostějov   | Unicredit Czech Open          | € 106.500 +H | Sand      | Juri Schtschukin    | Adrián Menéndez Serhij Bubka                  |
| 30.05. | Nottingham  | AEGON Trophy                  | € 064.000 +H | Rasen     | Gilles Müller       | Ross Hutchins Colin Fleming                   |
| 30.05. | Fürth       | Franken Challenger            | € 030.000 +H | Sand      | João Sousa          | Frank Moser Rameez Junaid                     |
| 30.05. | Rijeka      | Rijeka Open                   | € 030.000 +H | Sand      | Rui Machado         | Júlio Silva Paolo Lorenzi                     |

### Juni
| Datum  | Ort          | Turnier                                       | Preisgeld    | Belag     | Sieger Einzel        | Sieger Doppel                     |
| ------ | ------------ | --------------------------------------------- | ------------ | --------- | -------------------- | --------------------------------- |
| 06.06. | Nottingham   | AEGON Nottingham Challenge                    | € 064.000 +H | Rasen     | Dudi Sela            | Rik De Voest Adil Shamasdin       |
| 06.06. | Košice       | Košice Open                                   | € 030.000 +H | Sand      | Simon Greul          | Simon Greul Bastian Knittel       |
| 13.06. | Mailand      | Aspria Tennis Cup Trofeo City Life            | € 030.000 +H | Sand      | Albert Ramos Viñolas | Adrián Menéndez Simone Vagnozzi   |
| 20.06. | Guadalajara  | Aeromexico Jalisco Open                       | $ 100.000    | Hartplatz | Paul Capdeville      | Vasek Pospisil Bobby Reynolds     |
| 20.06. | Marburg      | Marburg Open                                  | € 030.000 +H | Sand      | Björn Phau           | Martin Emmrich Björn Phau         |
| 27.06. | Braunschweig | Sparkassen Open                               | € 106.500 +H | Sand      | Lukáš Rosol          | Martin Emmrich Andreas Siljeström |
| 27.06. | Turin        | Sporting Challenger – Trofeo Regione Piemonte | € 085.000 +H | Sand      | Carlos Berlocq       | Martin Fischer Philipp Oswald     |
| 27.06. | Winnetka     | Nielsen Pro Tennis Championships              | $ 050.000    | Hartplatz | James Blake          | Treat Huey Bobby Reynolds         |

### Juli
| Datum  | Ort           | Turnier                               | Preisgeld    | Belag     | Sieger Einzel          | Sieger Doppel                           |
| ------ | ------------- | ------------------------------------- | ------------ | --------- | ---------------------- | --------------------------------------- |
| 04.07. | Pozoblanco    | Open Diputación Ciudad de Pozoblanco  | € 085.000 +H | Hartplatz | Kenny de Schepper      | Michail Jelgin Alexander Kudrjawzew     |
| 04.07. | Scheveningen  | The Hague Open                        | € 042.500 +H | Sand      | Steve Darcis           | Colin Ebelthite Adam Feeney             |
| 04.07. | Oberstaufen   | Oberstaufen Cup                       | € 030.000 +H | Sand      | Daniel Brands          | Martin Fischer Philipp Oswald           |
| 04.07. | San Benedetto | Carisap Tennis Cup                    | € 030.000 +H | Sand      | Adrian Ungur           | Alessio di Mauro Alessandro Motti       |
| 11.07. | Bogotá        | Seguros Bolívar Open Bogotá           | $ 125.000 +H | Sand      | Feliciano López        | Treat Huey Izak van der Merwe           |
| 11.07. | Sopot         | BNP Paribas Polish Open               | € 106.500 +H | Sand      | Éric Prodon            | Mariusz Fyrstenberg Marcin Matkowski    |
| 11.07. | Aptos         | Comerica Bank Challenger              | $ 100.000    | Hartplatz | Laurynas Grigelis      | Carsten Ball Chris Guccione             |
| 11.07. | Granby        | Challenger Banque Nationale           | $ 050.000 +H | Hartplatz | Édouard Roger-Vasselin | Karol Beck Édouard Roger-Vasselin       |
| 18.07. | Posen         | Poznań Porsche Open                   | € 085.000 +H | Sand      | Rui Machado            | Olivier Charroin Stéphane Robert        |
| 18.07. | Orbetello     | ATP Orbetello Challenger              | € 064.000 +H | Sand      | Filippo Volandri       | Julian Knowle Igor Zelenay              |
| 18.07. | Lexington     | Fifth Third Bank Tennis Championships | $ 050.000    | Hartplatz | Wayne Odesnik          | Jordan Kerr David Martin                |
| 18.07. | Pensa         | Penza Cup                             | $ 050.000    | Hartplatz | Arnau Brugués Davi     | Arnau Brugués Davi Malek Jaziri         |
| 18.07. | Manta         | Manta Open                            | $ 035.000 +H | Hartplatz | Brian Dabul            | Brian Dabul Izak van der Merwe          |
| 25.07. | Astana        | President’s Cup                       | $ 125.000    | Hartplatz | Michail Kukuschkin     | Konstantin Krawtschuk Denys Moltschanow |
| 25.07. | Tampere       | Aamulehti Tampere Open                | € 042.500    | Sand      | Éric Prodon            | Jonathan Dasnières de Veigy David Guez  |
| 25.07. | Dortmund      | International Apano Cup               | € 030.000 +H | Sand      | Leonardo Mayer         | Dominik Meffert Björn Phau              |
| 25.07. | Recanati      | Guzzini Challenger                    | € 030.000 +H | Hartplatz | Fabrice Martin         | Frederik Nielsen Ken Skupski            |
| 25.07. | Wuhai         | Wuhai Challenger                      | $ 035.000 +H | Hartplatz | Gō Soeda               | Lee Hsin-han Yang Tsung-hua             |

### August
| Datum  | Ort                    | Turnier                                       | Preisgeld    | Belag     | Sieger Einzel           | Sieger Doppel                         |
| ------ | ---------------------- | --------------------------------------------- | ------------ | --------- | ----------------------- | ------------------------------------- |
| 01.08. | Segovia                | Open Castilla y León                          | € 085.000 +H | Hartplatz | Karol Beck              | Johan Brunström Frederik Nielsen      |
| 01.08. | Vancouver              | Odlum Brown Vancouver Open                    | $ 100.000    | Hartplatz | James Ward              | Treat Huey Travis Parrott             |
| 01.08. | Peking                 | Beijing International Challenger              | $ 075.000 +H | Hartplatz | Farrux Doʻstov          | Sanchai Ratiwatana Sonchat Ratiwatana |
| 01.08. | Campos do Jordão       | MasterCard Tennis Cup                         | $ 050.000 +H | Hartplatz | Rogério Dutra da Silva  | Juan Sebastián Cabal Robert Farah     |
| 01.08. | Trani                  | Internazionali Città di Trani                 | € 030.000 +H | Sand      | Steve Darcis            | Jorge Aguilar Andrés Molteni          |
| 08.08. | San Marino             | San Marino CEPU Open                          | € 085.000 +H | Sand      | Potito Starace          | Philipp Marx Jamie Cerretani          |
| 08.08. | Binghamton             | Levene Gouldin & Thompson Tennis Challenger   | $ 050.000    | Hartplatz | Paul Capdeville         | Juan Sebastián Cabal Robert Farah     |
| 08.08. | Samarqand              | Samarkand Challenger                          | $ 035.000 +H | Sand      | Denis Istomin           | Michail Jelgin Alexander Kudrjawzew   |
| 15.08. | Cordenons              | Zucchetti Kos Tennis Cup                      | € 085.000 +H | Sand      | Daniel Muñoz de la Nava | Julian Knowle Michael Kohlmann        |
| 15.08. | Qarshi                 | Karshi Challenger                             | $ 050.000    | Hartplatz | Denis Istomin           | Michail Jelgin Alexander Kudrjawzew   |
| 15.08. | Donostia-San Sebastián | Torneo Internacional Donostia – San Sebastián | € 030.000 +H | Sand      | Albert Ramos Viñolas    | Stefano Ianni Simone Vagnozzi         |
| 22.08. | Manerbio               | Trofeo Dimmidisì                              | $ 085.000 +H | Sand      | Adrian Ungur            | Dustin Brown Lovro Zovko              |
| 22.08. | Astana                 | Astana II Challenger                          | $ 050.000    | Hartplatz | Rainer Schüttler        | Karan Rastogi Vishnu Vardhan          |
| 29.08. | Bangkok                | Chang-Sat Bangkok Open                        | $ 050.000    | Hartplatz | Cedrik-Marcel Stebe     | Pierre-Ludovic Duclos Riccardo Ghedin |
| 29.08. | Como                   | Torneo Internazionale Città di Como           | € 030.000 +H | Sand      | Pablo Carreño Busta     | Federico Delbonis Renzo Olivo         |

### September
| Datum  | Ort                    | Turnier                                | Preisgeld    | Belag     | Sieger Einzel          | Sieger Doppel                                 |
| ------ | ---------------------- | -------------------------------------- | ------------ | --------- | ---------------------- | --------------------------------------------- |
| 05.09. | Genua                  | AON Open Challenger                    | € 085.000 +H | Sand      | Martin Kližan          | Dustin Brown Horacio Zeballos                 |
| 05.09. | Sevilla                | Copa Sevilla                           | € 042.500 +H | Sand      | Daniel Gimeno Traver   | Rubén Ramírez Hidalgo Daniel Muñoz de la Nava |
| 05.09. | Alphen aan den Rijn    | Tean International                     | € 042.500    | Sand      | Igor Sijsling          | Thiemo de Bakker Antal van der Duim           |
| 05.09. | Saint-Rémy-de-Provence | Trophée des Alpilles                   | € 042.500    | Hartplatz | Édouard Roger-Vasselin | Pierre-Hugues Herbert Édouard Roger-Vasselin  |
| 05.09. | Shanghai               | Road To Shanghai Rolex Masters         | $ 050.000    | Hartplatz | Cedrik-Marcel Stebe    | Sanchai Ratiwatana Sonchat Ratiwatana         |
| 05.09. | Brașov                 | Ropharma Challenger Brașov             | € 030.000 +H | Sand      | Benoît Paire           | Victor Anagnastopol Florin Mergea             |
| 12.09. | Stettin                | Pekao Szczecin Open                    | € 106.500 +H | Sand      | Rui Machado            | Marcin Gawron Andriej Kapaś                   |
| 12.09. | Istanbul               | American Express – Istanbul Challenger | $ 100.000    | Hartplatz | Denis Istomin          | Carsten Ball Andre Begemann                   |
| 12.09. | Banja Luka             | Challenger Banja Luka                  | € 064.000 +H | Sand      | Blaž Kavčič            | Marco Crugnola Rubén Ramírez Hidalgo          |
| 12.09. | Belo Horizonte         | BH Tennis Open International Cup       | $ 050.000    | Sand      | Júlio Silva            | Guido Andreozzi Eduardo Schwank               |
| 12.09. | Tulsa                  | USTA Challenger of Oklahoma            | $ 050.000    | Hartplatz | Bobby Reynolds         | David Martin Bobby Reynolds                   |
| 12.09. | Ningbo                 | Ningbo Challenger                      | $ 035.000 +H | Hartplatz | Lu Yen-hsun            | Karan Rastogi Divij Sharan                    |
| 12.09. | Todi                   | Blu-express.com Tennis Cup             | € 030.000 +H | Sand      | Carlos Berlocq         | Stefano Ianni Luca Vanni                      |
| 19.09. | Taschkent              | Tashkent Challenger                    | $ 125.000 +H | Hartplatz | Denis Istomin          | Harri Heliövaara Denys Moltschanow            |
| 19.09. | Cali                   | Seguros Bolívar Open Cali              | $ 075.000 +H | Sand      | Alejandro Falla        | Juan Sebastián Cabal Robert Farah             |
| 19.09. | Izmir                  | Türk Telekom İzmir Challenger          | € 064.000    | Hartplatz | Lukáš Lacko            | Travis Rettenmaier Simon Stadler              |
| 19.09. | Trnava                 | Challenger Trophy Trnava               | € 064.000    | Sand      | Íñigo Cervantes        | Colin Ebelthite Jaroslav Pospíšil             |
| 19.09. | Ljubljana              | BMW Ljubljana Open                     | € 042.500    | Sand      | Paolo Lorenzi          | Aljaž Bedene Grega Žemlja                     |
| 19.09. | Campinas               | Tetra Pak Tennis Cup                   | $ 035.000 +H | Sand      | Máximo González        | Marcel Felder Caio Zampieri                   |
| 26.09. | Aguascalientes         | Aguascalientes Open                    | $ 050.000 +H | Sand      | Juan Sebastián Cabal   | Daniel Garza Santiago González                |
| 26.09. | Neapel                 | Tennislife Cup                         | € 042.500 +H | Sand      | Leonardo Mayer         | Juri Schtschukin Antonio Veić                 |
| 26.09. | Madrid                 | Torneo Omnia Tenis Ciudad de Madrid    | € 042.500    | Sand      | Jérémy Chardy          | David Marrero Rubén Ramírez Hidalgo           |
| 26.09. | Recife                 | Recife Open Internacional de Tênis     | $ 050.000    | Hartplatz | Ricardo Mello          | Guido Andreozzi Marcel Felder                 |

### Oktober
| Datum  | Ort                   | Turnier                                       | Preisgeld    | Belag         | Sieger Einzel      | Sieger Doppel                          |
| ------ | --------------------- | --------------------------------------------- | ------------ | ------------- | ------------------ | -------------------------------------- |
| 03.10. | Mons                  | Ethias Trophy                                 | € 106.500 +H | Hartplatz (i) | Andreas Seppi      | Johan Brunström Ken Skupski            |
| 03.10. | Sacramento            | Relyaid Natomas Racquet Club Challenger       | $ 100.000    | Hartplatz     | Ivo Karlović       | Carsten Ball Chris Guccione            |
| 03.10. | Palermo               | Sicilia Classic Tecnocasa Cup                 | € 042.500 +H | Sand          | Carlos Berlocq     | Tomasz Bednarek Mateusz Kowalczyk      |
| 10.10. | Tiburon               | First Republic Bank Tiburon Challenger        | $ 100.000    | Hartplatz     | Ivo Karlović       | Carsten Ball Chris Guccione            |
| 10.10. | Rennes                | Open de Rennes                                | € 064.000 +H | Hartplatz (i) | Julien Benneteau   | Martin Emmrich Andreas Siljeström      |
| 17.10. | Orléans               | Open d’Orléans                                | € 106.500 +H | Hartplatz (i) | Michaël Llodra     | Pierre-Hugues Herbert Nicolas Renavand |
| 17.10. | Seoul                 | Samsung Securities Cup                        | $ 100.000 +H | Hartplatz     | Lu Yen-hsun        | Sanchai Ratiwatana Sonchat Ratiwatana  |
| 17.10. | Quito                 | Cerveza Club Premium Cup                      | $ 035.000 +H | Sand          | Sebastián Decoud   | Juan Sebastián Gómez Maciek Sykut      |
| 24.10. | São José do Rio Preto | BVA Open                                      | $ 050.000 +H | Sand          | Ricardo Mello      | Frederico Gil Jaroslav Pospíšil        |
| 31.10. | Charlottesville       | Virginia National Bank Men’s Pro Championship | $ 075.000    | Hartplatz (i) | Izak van der Merwe | Treat Huey Dominic Inglot              |
| 31.10. | Medellín              | Seguros Bolívar Open Medellín                 | $ 050.000 +H | Sand          | Víctor Estrella    | Paul Capdeville Nicolás Massú          |
| 31.10. | Eckental              | Bauer Watertechnology Cup                     | € 030.000 +H | Teppich (i)   | Rajeev Ram         | Andre Begemann Alexander Kudrjawzew    |
| 31.10. | São Leopoldo          | Ecco São Léo Open de Tênis                    | $ 035.000 +H | Sand          | Leonardo Mayer     | Franco Ferreiro Rubén Ramírez Hidalgo  |

### November
| Datum  | Ort                  | Turnier                                       | Preisgeld    | Belag         | Sieger Einzel       | Sieger Doppel                        |
| ------ | -------------------- | --------------------------------------------- | ------------ | ------------- | ------------------- | ------------------------------------ |
| 07.11. | Genf                 | Geneva Challenger ATP                         | € 064.000 +H | Hartplatz (i) | Malek Jaziri        | Igor Andrejew Jewgeni Donskoi        |
| 07.11. | St. Ulrich in Gröden | Sparkasse ATP Challenger Val Gardena Südtirol | € 064.000 +H | Teppich (i)   | Rajeev Ram          | Dustin Brown Lovro Zovko             |
| 07.11. | Buenos Aires         | Copa Topper                                   | $ 075.000    | Sand          | Carlos Berlocq      | Carlos Berlocq Eduardo Schwank       |
| 07.11. | Knoxville            | Knoxville Challenger                          | $ 050.000    | Hartplatz (i) | Jesse Levine        | Austin Krajicek Steve Johnson        |
| 07.11. | Loughborough         | AEGON GB Pro-Series Loughborough              | € 042.500    | Hartplatz (i) | Tobias Kamke        | Jamie Delgado Jonathan Marray        |
| 14.11. | Bratislava           | Slovak Open                                   | € 085.000 +H | Hartplatz (i) | Lukáš Lacko         | Jan Hájek Lukáš Lacko                |
| 14.11. | Champaign            | JSM Challenger of Champaign-Urbana            | $ 050.000    | Hartplatz (i) | Alex Kuznetsov      | Rik De Voest Izak van der Merwe      |
| 14.11. | Montevideo           | Uruguay Open                                  | $ 050.000    | Sand          | Carlos Berlocq      | Nikola Ćirić Goran Tošić             |
| 14.11. | Salzburg             | ATP Salzburg Indoors                          | € 042.500    | Hartplatz (i) | Benoît Paire        | Martin Fischer Philipp Oswald        |
| 14.11. | São Paulo            | ATP Challenger Tour Finals                    | $ 220.000 +H | Hartplatz (i) | Cedrik-Marcel Stebe | nicht ausgespielt                    |
| 21.11. | Helsinki             | IPP Open                                      | € 106.500 +H | Hartplatz (i) | Daniel Brands       | Martin Emmrich Andreas Siljeström    |
| 21.11. | Guayaquil            | Challenger Ciudad de Guayaquil                | $ 050.000 +H | Sand          | Matteo Viola        | Júlio César Campozano Roberto Quiroz |
| 21.11. | Toyota               | Dunlop World Challenge                        | $ 035.000 +H | Teppich (i)   | Tatsuma Itō         | Hiroki Kondō Yi Chu-huan             |

### Dezember
keine Turniere in diesem Monat
- 1 Turnierbeginn (ohne Qualifikation)
- 2 Das Kürzel +H (= hospitality) bedeutet, dass das betreffende Turnier die Spieler unterbringt.
- 3 Das Kürzel „(i)“ (= indoor) bedeutet, dass das betreffende Turnier in einer Halle ausgetragen wird.

## Turniersieger

### Einzel
| Rang | Spieler                 | Siege | Hartplatz | Sand | Rasen | Teppich | Freiplatz | Halle |
| ---- | ----------------------- | ----- | --------- | ---- | ----- | ------- | --------- | ----- |
| 1.   | Carlos Berlocq          | 5     |           | 5    |       |         | 5         |       |
| 2.   | Denis Istomin           | 4     | 3         | 1    |       |         | 4         |       |
| 2.   | Rui Machado             | 4     |           | 4    |       |         | 4         |       |
| 4.   | Leonardo Mayer          | 3     |           | 3    |       |         | 3         |       |
| 4.   | Ricardo Mello           | 3     | 2         | 1    |       |         | 3         |       |
| 4.   | Éric Prodon             | 3     |           | 3    |       |         | 3         |       |
| 4.   | Dudi Sela               | 3     | 2         |      | 1     |         | 3         |       |
| 4.   | Cedrik-Marcel Stebe     | 3     | 3         |      |       |         | 2         | 1     |
| 9.   | James Blake             | 2     | 1         | 1    |       |         | 2         |       |
| 9.   | Daniel Brands           | 2     | 1         | 1    |       |         | 1         | 1     |
| 9.   | Paul Capdeville         | 2     | 2         |      |       |         | 2         |       |
| 9.   | Pablo Carreño Busta     | 2     |           | 2    |       |         | 2         |       |
| 9.   | Steve Darcis            | 2     |           | 2    |       |         | 2         |       |
| 9.   | Máximo González         | 2     |           | 2    |       |         | 2         |       |
| 9.   | Tatsuma Itō             | 2     | 1         |      |       | 1       | 1         | 1     |
| 9.   | Ivo Karlović            | 2     | 2         |      |       |         | 2         |       |
| 9.   | Lukáš Lacko             | 2     | 2         |      |       |         | 1         | 1     |
| 9.   | Paolo Lorenzi           | 2     |           | 2    |       |         | 2         |       |
| 9.   | Lu Yen-hsun             | 2     | 2         |      |       |         | 2         |       |
| 9.   | Wayne Odesnik           | 2     | 1         | 1    |       |         | 2         |       |
| 9.   | Benoît Paire            | 2     | 1         | 1    |       |         | 1         | 1     |
| 9.   | Rajeev Ram              | 2     |           |      |       | 2       |           | 2     |
| 9.   | Albert Ramos Viñolas    | 2     |           | 2    |       |         | 2         |       |
| 9.   | Bobby Reynolds          | 2     | 2         |      |       |         | 2         |       |
| 9.   | Édouard Roger-Vasselin  | 2     | 2         |      |       |         | 2         |       |
| 9.   | Lukáš Rosol             | 2     |           | 2    |       |         | 2         |       |
| 9.   | Thomas Schoorel         | 2     |           | 2    |       |         | 2         |       |
| 9.   | Andreas Seppi           | 2     | 2         |      |       |         |           | 2     |
| 9.   | Gō Soeda                | 2     | 2         |      |       |         | 2         |       |
| 9.   | Dmitri Tursunow         | 2     | 2         |      |       |         | 1         | 1     |
| 9.   | Adrian Ungur            | 2     |           | 2    |       |         | 2         |       |
| 9.   | Izak van der Merwe      | 2     | 2         |      |       |         | 1         | 1     |
| 33.  | José Acasuso            | 1     |           | 1    |       |         | 1         |       |
| 33.  | Matthias Bachinger      | 1     | 1         |      |       |         | 1         |       |
| 33.  | Facundo Bagnis          | 1     |           | 1    |       |         | 1         |       |
| 33.  | Karol Beck              | 1     | 1         |      |       |         | 1         |       |
| 33.  | Aljaž Bedene            | 1     |           | 1    |       |         | 1         |       |
| 33.  | Ruben Bemelmans         | 1     |           |      |       | 1       |           | 1     |
| 33.  | Julien Benneteau        | 1     | 1         |      |       |         |           | 1     |
| 33.  | Alex Bogomolow          | 1     | 1         |      |       |         |           | 1     |
| 33.  | Simone Bolelli          | 1     |           | 1    |       |         | 1         |       |
| 33.  | Arnau Brugués Davi      | 1     | 1         |      |       |         | 1         |       |
| 33.  | Juan Sebastián Cabal    | 1     |           | 1    |       |         | 1         |       |
| 33.  | Íñigo Cervantes         | 1     |           | 1    |       |         | 1         |       |
| 33.  | Jérémy Chardy           | 1     |           | 1    |       |         | 1         |       |
| 33.  | Flavio Cipolla          | 1     | 1         |      |       |         | 1         |       |
| 33.  | Marius Copil            | 1     | 1         |      |       |         |           | 1     |
| 33.  | Brian Dabul             | 1     | 1         |      |       |         | 1         |       |
| 33.  | Sebastián Decoud        | 1     |           | 1    |       |         | 1         |       |
| 33.  | Amer Delić              | 1     | 1         |      |       |         |           | 1     |
| 33.  | Kenny de Schepper       | 1     | 1         |      |       |         | 1         |       |
| 33.  | Grigor Dimitrow         | 1     | 1         |      |       |         |           | 1     |
| 33.  | Jewgeni Donskoi         | 1     |           | 1    |       |         | 1         |       |
| 33.  | Farrux Doʻstov          | 1     | 1         |      |       |         | 1         |       |
| 33.  | Rogério Dutra da Silva  | 1     | 1         |      |       |         | 1         |       |
| 33.  | Víctor Estrella         | 1     |           | 1    |       |         | 1         |       |
| 33.  | Alejandro Falla         | 1     |           | 1    |       |         | 1         |       |
| 33.  | Marc Gicquel            | 1     |           | 1    |       |         | 1         |       |
| 33.  | Daniel Gimeno Traver    | 1     |           | 1    |       |         | 1         |       |
| 33.  | Simon Greul             | 1     |           | 1    |       |         | 1         |       |
| 33.  | Laurynas Grigelis       | 1     | 1         |      |       |         | 1         |       |
| 33.  | David Guez              | 1     | 1         |      |       |         |           | 1     |
| 33.  | Andreas Haider-Maurer   | 1     |           | 1    |       |         | 1         |       |
| 33.  | Ryan Harrison           | 1     | 1         |      |       |         | 1         |       |
| 33.  | Uladsimir Ihnazik       | 1     | 1         |      |       |         | 1         |       |
| 33.  | Malek Jaziri            | 1     | 1         |      |       |         |           | 1     |
| 33.  | Diego Junqueira         | 1     |           | 1    |       |         | 1         |       |
| 33.  | Tobias Kamke            | 1     | 1         |      |       |         |           | 1     |
| 33.  | Blaž Kavčič             | 1     |           | 1    |       |         | 1         |       |
| 33.  | Martin Kližan           | 1     |           | 1    |       |         | 1         |       |
| 33.  | Bastian Knittel         | 1     | 1         |      |       |         |           | 1     |
| 33.  | Michail Kukuschkin      | 1     | 1         |      |       |         | 1         |       |
| 33.  | Igor Kunizyn            | 1     | 1         |      |       |         | 1         |       |
| 33.  | Alex Kuznetsov          | 1     | 1         |      |       |         |           | 1     |
| 33.  | Giovanni Lapentti       | 1     | 1         |      |       |         | 1         |       |
| 33.  | Jesse Levine            | 1     | 1         |      |       |         |           | 1     |
| 33.  | Michaël Llodra          | 1     | 1         |      |       |         |           | 1     |
| 33.  | Feliciano López         | 1     |           | 1    |       |         | 1         |       |
| 33.  | Nicolas Mahut           | 1     | 1         |      |       |         |           | 1     |
| 33.  | Fabrice Martin          | 1     | 1         |      |       |         | 1         |       |
| 33.  | Dominik Meffert         | 1     |           |      |       | 1       |           | 1     |
| 33.  | Vincent Millot          | 1     | 1         |      |       |         | 1         |       |
| 33.  | Ivo Minář               | 1     |           | 1    |       |         | 1         |       |
| 33.  | Andrés Molteni          | 1     |           | 1    |       |         | 1         |       |
| 33.  | Gilles Müller           | 1     |           |      | 1     |         | 1         |       |
| 33.  | Daniel Muñoz de la Nava | 1     |           | 1    |       |         | 1         |       |
| 33.  | Björn Phau              | 1     |           | 1    |       |         | 1         |       |
| 33.  | Jaroslav Pospíšil       | 1     |           | 1    |       |         | 1         |       |
| 33.  | Julian Reister          | 1     |           | 1    |       |         | 1         |       |
| 33.  | Stéphane Robert         | 1     |           | 1    |       |         | 1         |       |
| 33.  | Olivier Rochus          | 1     | 1         |      |       |         | 1         |       |
| 33.  | Juri Schtschukin        | 1     |           | 1    |       |         | 1         |       |
| 33.  | Rainer Schüttler        | 1     | 1         |      |       |         | 1         |       |
| 33.  | Igor Sijsling           | 1     |           | 1    |       |         | 1         |       |
| 33.  | Júlio Silva             | 1     |           | 1    |       |         | 1         |       |
| 33.  | João Sousa              | 1     |           | 1    |       |         | 1         |       |
| 33.  | João Souza              | 1     |           | 1    |       |         | 1         |       |
| 33.  | Potito Starace          | 1     |           | 1    |       |         | 1         |       |
| 33.  | Maxime Teixeira         | 1     |           | 1    |       |         |           | 1     |
| 33.  | Matteo Viola            | 1     |           | 1    |       |         | 1         |       |
| 33.  | Filippo Volandri        | 1     |           | 1    |       |         | 1         |       |
| 33.  | James Ward              | 1     | 1         |      |       |         | 1         |       |
| 33.  | Fritz Wolmarans         | 1     | 1         |      |       |         |           | 1     |
| 33.  | Donald Young            | 1     | 1         |      |       |         | 1         |       |
| 33.  | Grega Žemlja            | 1     | 1         |      |       |         | 1         |       |

### Doppel
| Rang | Spieler                     | Siege | Hartplatz | Sand | Rasen | Teppich | Freiplatz | Halle |
| ---- | --------------------------- | ----- | --------- | ---- | ----- | ------- | --------- | ----- |
| 1.   | Treat Conrad Huey           | 7     | 5         | 2    |       |         | 5         | 2     |
| 2.   | Juan Sebastián Cabal        | 6     | 3         | 3    |       |         | 6         |       |
| 2.   | Robert Farah                | 6     | 3         | 3    |       |         | 6         |       |
| 2.   | Alexander Kudrjawzew        | 6     | 4         | 1    |       | 1       | 5         | 1     |
| 5.   | Jamie Delgado               | 5     | 4         | 1    |       |         | 1         | 4     |
| 5.   | Michail Jelgin              | 5     | 4         | 1    |       |         | 5         |       |
| 5.   | Jonathan Marray             | 5     | 4         | 1    |       |         | 1         | 4     |
| 5.   | Frederik Nielsen            | 5     | 4         | 1    |       |         | 4         | 1     |
| 5.   | Rubén Ramírez Hidalgo       | 5     |           | 5    |       |         | 5         |       |
| 5.   | Bobby Reynolds              | 5     | 5         |      |       |         | 5         |       |
| 5.   | Simone Vagnozzi             | 5     |           | 5    |       |         | 5         |       |
| 12.  | Carsten Ball                | 4     | 4         |      |       |         | 4         |       |
| 12.  | Martin Emmrich              | 4     | 2         | 2    |       |         | 2         | 2     |
| 12.  | Franco Ferreiro             | 4     | 1         | 3    |       |         | 4         |       |
| 12.  | Martin Fischer              | 4     | 1         | 3    |       |         | 3         | 1     |
| 12.  | Philipp Oswald              | 4     | 1         | 3    |       |         | 3         | 1     |
| 12.  | Andreas Siljeström          | 4     | 2         | 2    |       |         | 1         | 3     |
| 12.  | Simon Stadler               | 4     | 1         | 1    |       | 2       | 2         | 2     |
| 12.  | Izak van der Merwe          | 4     | 2         | 2    |       |         | 3         | 1     |
| 20.  | Dustin Brown                | 3     |           | 2    |       | 1       | 2         | 1     |
| 20.  | Johan Brunström             | 3     | 2         | 1    |       |         | 2         | 1     |
| 20.  | Rik De Voest                | 3     | 1         | 1    | 1     |         | 2         | 1     |
| 20.  | Marcel Felder               | 3     | 1         | 2    |       |         | 3         |       |
| 20.  | Chris Guccione              | 3     | 3         |      |       |         | 3         |       |
| 20.  | Pierre-Hugues Herbert       | 3     | 3         |      |       |         | 1         | 2     |
| 20.  | Scott Lipsky                | 3     | 3         |      |       |         | 2         | 1     |
| 20.  | David Martin                | 3     | 3         |      |       |         | 3         |       |
| 20.  | Dominik Meffert             | 3     | 1         | 1    |       | 1       | 2         | 1     |
| 20.  | Adrián Menéndez             | 3     |           | 3    |       |         | 3         |       |
| 20.  | Alessandro Motti            | 3     |           | 3    |       |         | 3         |       |
| 20.  | Vasek Pospisil              | 3     | 3         |      |       |         | 2         | 1     |
| 20.  | Sanchai Ratiwatana          | 3     | 3         |      |       |         | 3         |       |
| 20.  | Sonchat Ratiwatana          | 3     | 3         |      |       |         | 3         |       |
| 20.  | Travis Rettenmaier          | 3     | 2         | 1    |       |         | 3         |       |
| 20.  | Stéphane Robert             | 3     | 1         | 2    |       |         | 3         |       |
| 20.  | André Sá                    | 3     | 1         | 2    |       |         | 3         |       |
| 20.  | Ken Skupski                 | 3     | 3         |      |       |         | 1         | 2     |
| 38.  | Guido Andreozzi             | 2     | 1         | 1    |       |         | 2         |       |
| 38.  | Tomasz Bednarek             | 2     |           | 2    |       |         | 1         | 1     |
| 38.  | Andre Begemann              | 2     | 1         |      |       | 1       | 1         | 1     |
| 38.  | Jamie Cerretani             | 2     | 1         | 1    |       |         | 1         | 1     |
| 38.  | Olivier Charroin            | 2     |           | 2    |       |         | 2         |       |
| 38.  | Federico Delbonis           | 2     |           | 2    |       |         | 2         |       |
| 38.  | Alessio di Mauro            | 2     |           | 2    |       |         | 2         |       |
| 38.  | Colin Ebelthite             | 2     |           | 2    |       |         | 2         |       |
| 38.  | Colin Fleming               | 2     | 1         |      | 1     |         | 2         |       |
| 38.  | Riccardo Ghedin             | 2     | 2         |      |       |         | 2         |       |
| 38.  | Stefano Ianni               | 2     |           | 2    |       |         | 2         |       |
| 38.  | Julian Knowle               | 2     |           | 2    |       |         | 2         |       |
| 38.  | Michael Kohlmann            | 2     | 1         | 1    |       |         | 2         |       |
| 38.  | Paolo Lorenzi               | 2     |           | 2    |       |         | 2         |       |
| 38.  | Denys Moltschanow           | 2     | 2         |      |       |         | 2         |       |
| 38.  | Daniel Muñoz de la Nava     | 2     |           | 2    |       |         | 2         |       |
| 38.  | Björn Phau                  | 2     |           | 2    |       |         | 2         |       |
| 38.  | Jaroslav Pospíšil           | 2     |           | 2    |       |         | 2         |       |
| 38.  | Rajeev Ram                  | 2     | 2         |      |       |         | 1         | 1     |
| 38.  | Karan Rastogi               | 2     | 2         |      |       |         | 2         |       |
| 38.  | Nicolas Renavand            | 2     | 2         |      |       |         |           | 2     |
| 38.  | Édouard Roger-Vasselin      | 2     | 2         |      |       |         | 2         |       |
| 38.  | Lukáš Rosol                 | 2     |           | 2    |       |         | 2         |       |
| 38.  | Eduardo Schwank             | 2     |           | 2    |       |         | 2         |       |
| 38.  | Adil Shamasdin              | 2     | 1         |      | 1     |         | 1         | 1     |
| 38.  | Horacio Zeballos            | 2     |           | 2    |       |         | 2         |       |
| 38.  | Igor Zelenay                | 2     |           | 2    |       |         | 2         |       |
| 38.  | Lovro Zovko                 | 2     |           | 1    |       | 1       | 1         | 1     |
| 66.  | Jorge Aguilar               | 1     |           | 1    |       |         | 1         |       |
| 66.  | Guillermo Alcaide           | 1     |           | 1    |       |         | 1         |       |
| 66.  | Yves Allegro                | 1     | 1         |      |       |         |           | 1     |
| 66.  | Victor Anagnastopol         | 1     |           | 1    |       |         | 1         |       |
| 66.  | Igor Andrejew               | 1     | 1         |      |       |         |           | 1     |
| 66.  | Matthias Bachinger          | 1     |           |      |       | 1       |           | 1     |
| 66.  | Facundo Bagnis              | 1     |           | 1    |       |         | 1         |       |
| 66.  | Andreas Beck                | 1     | 1         |      |       |         |           | 1     |
| 66.  | Karol Beck                  | 1     | 1         |      |       |         | 1         |       |
| 66.  | Aljaž Bedene                | 1     |           | 1    |       |         | 1         |       |
| 66.  | Carlos Berlocq              | 1     |           | 1    |       |         | 1         |       |
| 66.  | Philip Bester               | 1     | 1         |      |       |         | 1         |       |
| 66.  | Daniele Bracciali           | 1     |           | 1    |       |         | 1         |       |
| 66.  | Arnau Brugués Davi          | 1     | 1         |      |       |         | 1         |       |
| 66.  | Serhij Bubka                | 1     |           | 1    |       |         | 1         |       |
| 66.  | Júlio César Campozano       | 1     |           | 1    |       |         | 1         |       |
| 66.  | Paul Capdeville             | 1     |           | 1    |       |         | 1         |       |
| 66.  | František Čermák            | 1     |           | 1    |       |         | 1         |       |
| 66.  | Flavio Cipolla              | 1     |           | 1    |       |         | 1         |       |
| 66.  | Nikola Ćirić                | 1     |           | 1    |       |         | 1         |       |
| 66.  | Marco Crugnola              | 1     |           | 1    |       |         | 1         |       |
| 66.  | Brian Dabul                 | 1     | 1         |      |       |         | 1         |       |
| 66.  | Jonathan Dasnières de Veigy | 1     |           | 1    |       |         | 1         |       |
| 66.  | Thiemo de Bakker            | 1     |           | 1    |       |         | 1         |       |
| 66.  | Jewgeni Donskoi             | 1     | 1         |      |       |         |           | 1     |
| 66.  | Pierre-Ludovic Duclos       | 1     | 1         |      |       |         | 1         |       |
| 66.  | Matthew Ebden               | 1     | 1         |      |       |         | 1         |       |
| 66.  | Adam Feeney                 | 1     |           | 1    |       |         | 1         |       |
| 66.  | Ashley Fisher               | 1     |           | 1    |       |         | 1         |       |
| 66.  | John Paul Fruttero          | 1     | 1         |      |       |         | 1         |       |
| 66.  | Mariusz Fyrstenberg         | 1     |           | 1    |       |         | 1         |       |
| 66.  | Daniel Garza                | 1     |           | 1    |       |         | 1         |       |
| 66.  | Marcin Gawron               | 1     |           | 1    |       |         | 1         |       |
| 66.  | Marc Gicquel                | 1     | 1         |      |       |         |           | 1     |
| 66.  | Frederico Gil               | 1     |           | 1    |       |         | 1         |       |
| 66.  | Juan Sebastián Gómez        | 1     |           | 1    |       |         | 1         |       |
| 66.  | Máximo González             | 1     |           | 1    |       |         | 1         |       |
| 66.  | Santiago González           | 1     |           | 1    |       |         | 1         |       |
| 66.  | Simon Greul                 | 1     |           | 1    |       |         | 1         |       |
| 66.  | Sam Groth                   | 1     | 1         |      |       |         | 1         |       |
| 66.  | David Guez                  | 1     |           | 1    |       |         | 1         |       |
| 66.  | Jan Hájek                   | 1     | 1         |      |       |         |           | 1     |
| 66.  | Ryan Harrison               | 1     | 1         |      |       |         | 1         |       |
| 66.  | Harri Heliövaara            | 1     | 1         |      |       |         | 1         |       |
| 66.  | Stephen Huss                | 1     |           | 1    |       |         | 1         |       |
| 66.  | Ross Hutchins               | 1     |           |      | 1     |         | 1         |       |
| 66.  | Im Kyu-tae                  | 1     | 1         |      |       |         | 1         |       |
| 66.  | Dominic Inglot              | 1     | 1         |      |       |         |           | 1     |
| 66.  | Malek Jaziri                | 1     | 1         |      |       |         | 1         |       |
| 66.  | Steve Johnson               | 1     | 1         |      |       |         |           | 1     |
| 66.  | Rameez Junaid               | 1     |           | 1    |       |         | 1         |       |
| 66.  | Andriej Kapaś               | 1     |           | 1    |       |         | 1         |       |
| 66.  | Jordan Kerr                 | 1     | 1         |      |       |         | 1         |       |
| 66.  | Raven Klaasen               | 1     | 1         |      |       |         | 1         |       |
| 66.  | Martin Kližan               | 1     |           | 1    |       |         | 1         |       |
| 66.  | Bastian Knittel             | 1     |           | 1    |       |         | 1         |       |
| 66.  | Hiroki Kondō                | 1     |           |      |       | 1       |           | 1     |
| 66.  | Mateusz Kowalczyk           | 1     |           | 1    |       |         | 1         |       |
| 66.  | Austin Krajicek             | 1     | 1         |      |       |         |           | 1     |
| 66.  | Konstantin Krawtschuk       | 1     | 1         |      |       |         | 1         |       |
| 66.  | Lukáš Lacko                 | 1     | 1         |      |       |         |           | 1     |
| 66.  | Giovanni Lapentti           | 1     | 1         |      |       |         | 1         |       |
| 66.  | Lee Hsin-han                | 1     | 1         |      |       |         | 1         |       |
| 66.  | Peter Luczak                | 1     |           | 1    |       |         | 1         |       |
| 66.  | Nicolas Mahut               | 1     | 1         |      |       |         |           | 1     |
| 66.  | David Marrero               | 1     |           | 1    |       |         | 1         |       |
| 66.  | Philipp Marx                | 1     |           | 1    |       |         | 1         |       |
| 66.  | Nicolás Massú               | 1     |           | 1    |       |         | 1         |       |
| 66.  | Marcin Matkowski            | 1     |           | 1    |       |         | 1         |       |
| 66.  | Florin Mergea               | 1     |           | 1    |       |         | 1         |       |
| 66.  | Andrés Molteni              | 1     |           | 1    |       |         | 1         |       |
| 66.  | Frank Moser                 | 1     |           | 1    |       |         | 1         |       |
| 66.  | Renzo Olivo                 | 1     |           | 1    |       |         | 1         |       |
| 66.  | Travis Parrott              | 1     | 1         |      |       |         | 1         |       |
| 66.  | Alexander Peya              | 1     | 1         |      |       |         | 1         |       |
| 66.  | Peter Polansky              | 1     | 1         |      |       |         | 1         |       |
| 66.  | Roberto Quiroz              | 1     |           | 1    |       |         | 1         |       |
| 66.  | Purav Raja                  | 1     | 1         |      |       |         | 1         |       |
| 66.  | Fernando Romboli            | 1     | 1         |      |       |         | 1         |       |
| 66.  | Carlos Salamanca            | 1     |           | 1    |       |         | 1         |       |
| 66.  | Juri Schtschukin            | 1     |           | 1    |       |         | 1         |       |
| 66.  | Divij Sharan                | 1     | 1         |      |       |         | 1         |       |
| 66.  | Júlio Silva                 | 1     |           | 1    |       |         | 1         |       |
| 66.  | Maciek Sykut                | 1     |           | 1    |       |         | 1         |       |
| 66.  | Goran Tošić                 | 1     |           | 1    |       |         | 1         |       |
| 66.  | Danai Udomchoke             | 1     | 1         |      |       |         | 1         |       |
| 66.  | Antal van der Duim          | 1     |           | 1    |       |         | 1         |       |
| 66.  | Luca Vanni                  | 1     |           | 1    |       |         | 1         |       |
| 66.  | Vishnu Vardhan              | 1     | 1         |      |       |         | 1         |       |
| 66.  | Antonio Veić                | 1     |           | 1    |       |         | 1         |       |
| 66.  | Yang Tsung-hua              | 1     | 1         |      |       |         | 1         |       |
| 66.  | Yi Chu-huan                 | 1     |           |      |       | 1       |           | 1     |
| 66.  | Caio Zampieri               | 1     |           | 1    |       |         | 1         |       |
| 66.  | Grega Žemlja                | 1     |           | 1    |       |         | 1         |       |

## Verteilung der Weltranglistenpunkte
Ein Überblick über die Punktverteilung der jeweiligen Challenger-Kategorien im Jahr 2011.
| Turnierkategorie | Gesamtsumme Preisgeld                         | S   | F  | HF | VF | AF | Zusätzliche Qualifikationspunkte |
| ---------------- | --------------------------------------------- | --- | -- | -- | -- | -- | -------------------------------- |
| Challenger       | $0125.000 +H €0106.500 +H                     | 125 | 75 | 45 | 25 | 10 | 5                                |
| Challenger       | $0125.000 $0100.000 +H €0106.500 €0085.000 +H | 110 | 65 | 40 | 20 | 09 | 5                                |
| Challenger       | $0100.000 $0075.000 +H €0085.000 €0064.000 +H | 100 | 60 | 35 | 18 | 08 | 5                                |
| Challenger       | $0075.000 $0050.000 +H €0064.000 €0042.500 +H | 090 | 55 | 33 | 17 | 08 | 5                                |
| Challenger       | $0050.000 $0035.000 +H €0042.500 €0030.000 +H | 080 | 48 | 29 | 15 | 08 | 3                                |